# Gromee
Andrzej Gromala, beter bekend onder diens artiestennaam Gromee (Krakau, 14 december 1978) is een Poolse diskjockey.

## Biografie
Gromee nam begin 2018 deel aan Krajowe Eliminacje, de Poolse preselectie voor het Eurovisiesongfestival. Samen met Lukas Meijer bracht hij Light me up. Het duo won de nationale finale, waardoor ze Polen mochten vertegenwoordigen op het Eurovisiesongfestival 2018 in de Portugese hoofdstad Lissabon. Ze raakten daar niet verder dan de halve finale.
1994: Edyta Górniak · 
1995: Justyna Steczkowska · 
1996: Kasia Kowalska · 
1997: Anna Maria Jopek · 
1998: Sixteen · 
1999: Mietek Szcześniak · 
2001: Piasek · 
2003: Ich Troje · 
2004: Blue Café · 
2005: Ivan & Delfin · 
2006: Ich Troje · 
2007: The Jet Set · 
2008: Isis Gee · 
2009: Lidia Kopania · 
2010: Marcin Mroziński · 
2011: Magdalena Tul · 
2014: Donatan & Cleo · 
2015: Monika Kuszyńska · 
2016: Michał Szpak · 
2017: Kasia Moś · 
2018: Gromee feat. Lukas Meijer · 
2019: Tulia · 
2021: Rafał · 
2022: Ochman · 
2023: Blanka · 
2024: Luna · 
2025: Justyna Steczkowska